# Stig Kristiansen
Stig Kristiansen (* 12. August 1970 in Oslo) ist ein ehemaliger norwegischer Radrennfahrer und nationaler Meister im Radsport.

## Sportliche Laufbahn
Kristiansen war im Straßenradsport aktiv. Er war Teilnehmer der Olympischen Sommerspiele 1992 in Barcelona. Im Mannschaftszeitfahren wurde Norwegen mit Stig Kristiansen, Roar Skaane, Bjørn Stenersen und Karsten Stenersen 11. des Rennens. 1991 gewann er bei den Straßenradsport-Weltmeisterschaften mit Roar Skaane, Johnny Sæther und Bjørn Stenersen die Bronzemedaille im Mannschaftszeitfahren. 1992 gewann er mit Dag Erik Pedersen und Trond Kristian Karlsen den nationalen Titel im Mannschaftszeitfahren, 1994 und 1995 mit Ole Simensen und Steffen Kjærgaard sowie 1998 mit Vegard Øverås Lied und Kurt Asle Arvesen.
1994 gewann er den norwegischen Titel im Einzelzeitfahren, 1997, 1998 und 2000 wurde er Dritter. Den Titel im Kriterium gewann Kristiansen 1998. Bei den Nordischen Meisterschaften im Radsport gewann er 1994 die Goldmedaille im Mannschaftszeitfahren, Silber 1991 und 1992 sowie Bronze 1993. In der Tour de l’Avenir 1992 wurde er 13. der Gesamtwertung. Die Österreich-Rundfahrt 1993 beendete er auf dem 43. Rang. Von 1997 bis 1999 fuhr er als Berufsfahrer in den Radsportteams Accept Card und Bjørnar Vestøl.

## Berufliches
Im Oktober 2012 wurde er Trainer der norwegischen Straßennationalmannschaft und trat 2017 von der Funktion zurück. 2017 wurde er Sportlicher Leiter und war in verschiedenen Radsportteams wie Uno-X Pro Cycling Team tätig.

## Familiäres
Sein Großvater war der Radrennfahrer, Eisschnellläufer und Olympiasieger Bernt Evensen. Sein Vater Harald Kristiansen war 1991 sein Trainer und zu seiner Zeit auch Fahrer der Nationalmannschaft.